# Eichelborn
Eichelborn ist ein Ortsteil der Landgemeinde Grammetal und liegt südöstlich von Erfurt im Landkreis Weimarer Land.

## Geographie
Die Ortschaft liegt wie der Nachbarort Obernissa in etwa 350 m ü. NN. Höhe auf dem flachen Höhensattel der Nordabdachung der Ilmplatte, die sich zur Erfurter Mulde hinzieht. Die Böden liegen auf Muschelkalk und Keuper.  In unmittelbarer Nähe des Dorfes beginnt eine leicht hügelige Landschaft mit Feldern, Wiesen und Wäldern und westlich bis südlich ein ausgedehntes Waldgebiet, durch das die A4  nördlich am Dorf vorbei verläuft.

## Geschichte
Für das Umland ist eine Besiedlung ab etwa 4000 v. Chr. durch Vertreter der Bandkeramiker-Kultur nachgewiesen. Die Ersterwähnung erfolgte am 20. März 1143.
Eichelborn stand seit dem Spätmittelalter unter dem Schutz der Stadt Erfurt. Der Ort wurde in den Erfurter Ratsakten im Verzeichnis der sogenannten Erfurter Küchendörfer genannt, die für die Lebensmittelversorgung der „Großstadt“ bedeutsam waren. Erfurter Vögte und Ratsherren erwarben in den Landgemeinden eigene Güter und bestimmten so auch die wirtschaftlichen und sozialen Verhältnisse im Ort, oft auch die niedere Gerichtsbarkeit.
Das Dorf wurde am 14. März 1974 ein Ortsteil von Mönchenholzhausen. Am 31. Dezember 2019 schloss sich Mönchenholzhausen mit weiteren Gemeinden zur Landgemeinde Grammetal zusammen.

## Kirche

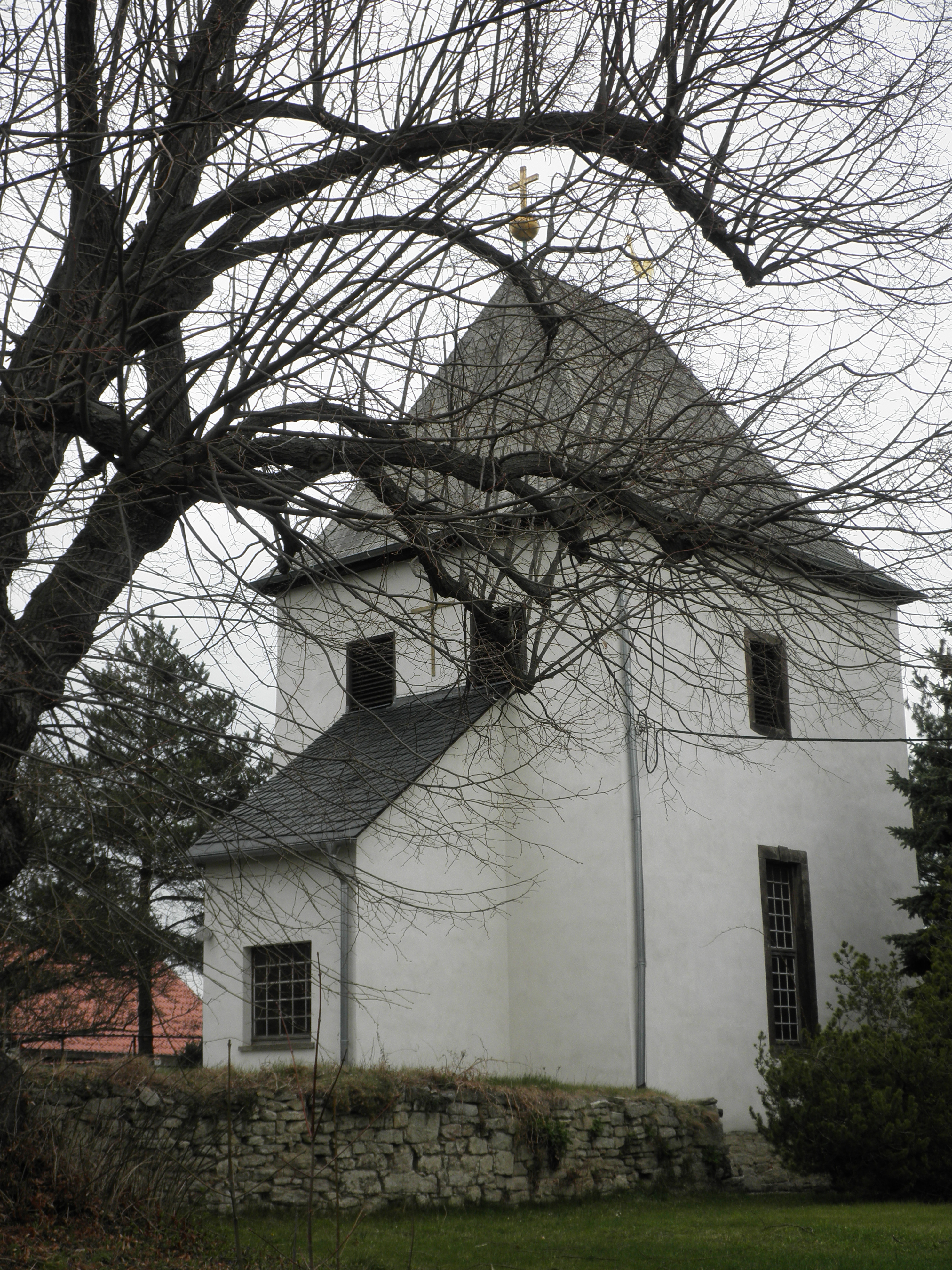
Die „Wehrkirche“ von Eichelborn

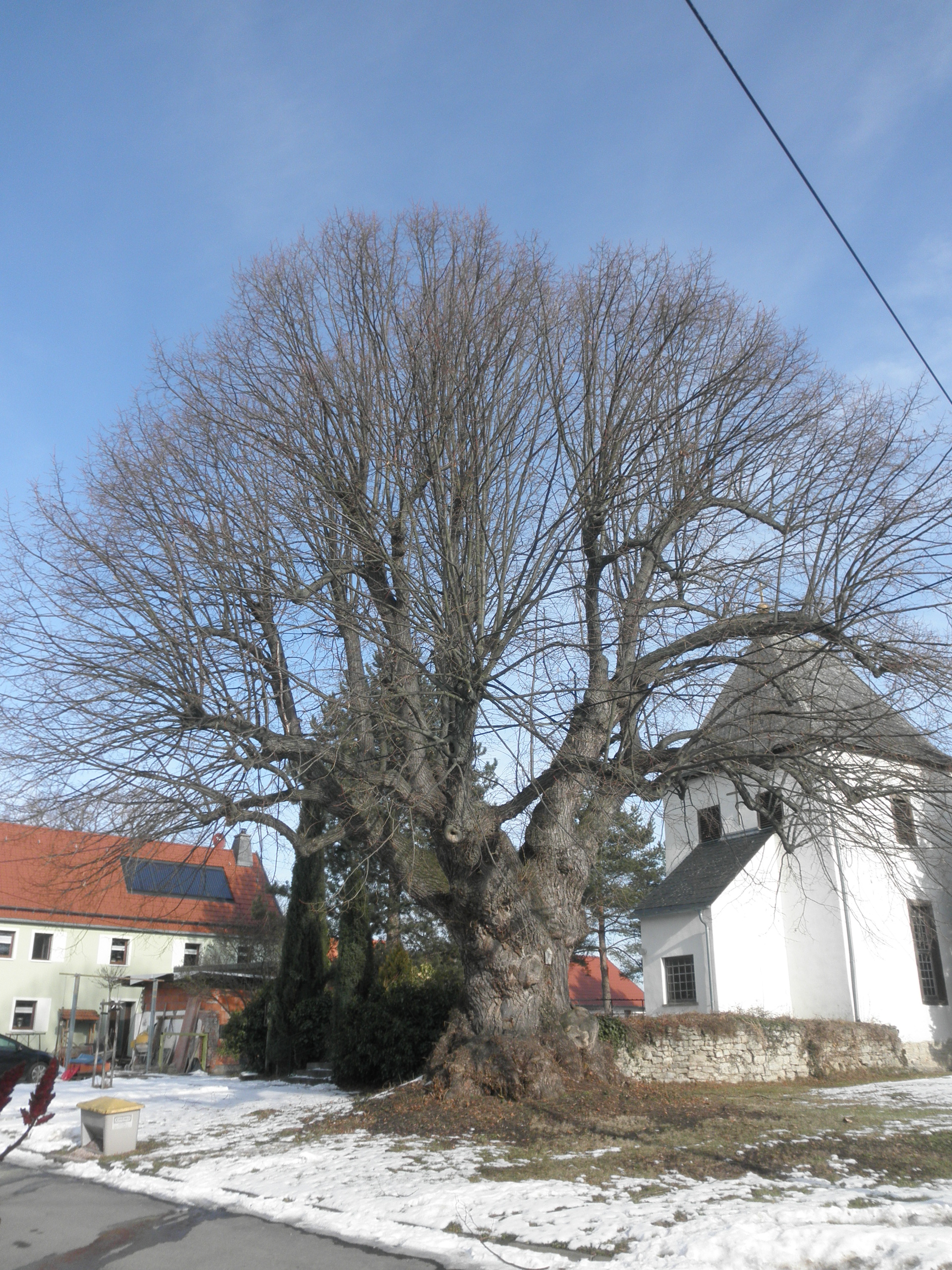
Die „Thinglinde“ in Eichelborn

Das Gebäude der kleinen Dorfkirche St. Marien von Eichelborn besteht im Kern aus einem trutzig erscheinenden Turm, er wird von der Bevölkerung auch als Wehrturm bezeichnet. An der Nordseite des Turmes befindet sich eine spitzbogige Sakramentsnische.
Das Erscheinungsbild der Kirche hat sich in der Nachkriegszeit stark verändert. In den 1950er/1960er Jahren verfiel die Kirche zunehmend. Unter anderem wurde auf Grund der Baufälligkeit das ursprüngliche Kirchenschiff in den 1970er Jahren nahezu gänzlich abgetragen, lediglich die Umrisse sind als eine niedrige Natursteinmauer noch vorhanden, wodurch der ursprüngliche Umfang noch auszumachen ist. Gottesdienste finden nunmehr im umgebauten Kirchturm (Chorturm) statt, dessen Höhe im Zuge dieser Umbauarbeiten ebenfalls verringert wurde und heute nur noch geringfügig die übrigen Gebäude überragt. Die behauenen Steine des abgetragenen Kirchenschiffs wurden vom damaligen Pfarrer verkauft.
Ausstattungsstücke der Kirche sind eine spätgotische Figurengruppe mit einer Marienkrönung und vier Aposteln sowie ein Kruzifix, welches um ca. 1420 entstanden ist. Nicht erhalten sind Teile der früheren Ausstattung, u. a. ein Kanzelbau im Zopfstil des Rokoko, welcher um 1780 eingebaut wurde.

## Thinglinde
Bei der Kirche steht die „Thinglinde von Eichelborn“  – ein Naturdenkmal – ihr Stamm ist bereits stark ausgehöhlt. Die „Architektur“ des Baumes lässt annehmen, dass er zeitweise als „Tanzlinde“ gedient hat. Der etwa 17 m hohe Baum mit einem Stammumfang von etwa 5,1 m wird auf ein Alter von 400 bis 450 Jahren geschätzt, eine präzisere Datierung durch Jahresringzählung ist nicht mehr möglich. Nach örtlicher Überlieferung befand sich der Gerichtsplatz (Thing-Platz) der Herrschaft Tonndorf an diesem Ort. Die Vorgängerbäume waren somit Zeugen von mittelalterlicher Rechtspflege.

## Weitere Sehenswürdigkeiten
Im Ort existierte der sogenannte „Eichelborner Hof“, ein bäuerliches Wohnhaus mit einem charakteristischen Laubengang im Obergeschoss, welches im Jahr 1771 im Dorf errichtet wurde. Das Gebäude wurde wegen Baufälligkeit abgetragen und im Thüringer Freilichtmuseum des nahegelegenen Dorfes Hohenfelden wieder aufgebaut und vollständig restauriert.

## Ortsteilbürgermeister
- Wolfram Rost, 2009 – 2012
- Reinhard Franke, 2012 – 2019
- Henrik Slobodda (Juni – Dezember 2019)
- Olaf Süße (Dezember 2019-Mai 2024)

## Wirtschaft
In unmittelbarer Nähe zum Ort wurde in den 1930er Jahren die Reichsautobahn projektiert, aus der das Teilstück Erfurt – Weimar der heutigen BAB 4 entstanden ist. Nach dem Zweiten Weltkrieg wurde die Tank- und Raststätte Eichelborn errichtet, die eine der bekanntesten Tankanlagen an der ehemaligen Transitstrecke nach West-Berlin darstellte.
Der Ort ist traditionell landwirtschaftlich geprägt und besitzt einen regional bedeutsamen Bio-Bauernhof.

## Verkehr
Die Buslinie 152 der Erfurter Verkehrsbetriebe verbindet Eichelborn wochentags mit dem Bahnhof Vieselbach an der Bahnstrecke Eisenach–Halle, die Buslinie 240 mit der Stadt Weimar.

## Persönlichkeiten
- Johann Friedrich Heinrich Schwabe (* 14. März 1779 in Eichelborn; † 29. Dezember 1834 in Weimar), Theologe[6]
- Luis Teodorico Stöckler (* 12. April 1936 in Eichelborn), Priester und emeritierter Bischof von Quilmes